# فادية بنت فاروق الأول
الأميرة فادية (15 ديسمبر 1943 - 28 ديسمبر 2002)، الابنة الثالثة لملك مصر فاروق الأول والملكة فريدة، وقيل إنها سميت فاديه تفاؤلًا بميلادها الذي جاء بعد حادث القصاصين الذي تعرض له والدها في نفس العام. بعد طلاق والديها في عام 1948 انتقلت للإقامة مع والدتها حتى أتمت سبع سنوات، وبعدها عادت للعيش مع والدها.

## حياة المنفى
غادرت مصر إلى المنفى مع والدها الملك فاروق قبل أن تتم عامها التاسع بعد ثورة يوليو، وأقامت فترة في إيطاليا، ثم انتقلت إلي مدرسة داخلية في سويسرا. عملت بعد انتهائها من دراستها في وزارة السياحة في لوزان.

## أسرتها
في 17 فبراير 1965 تزوجت في لندن من بيير سعيد أورلوف وهو نبيل روسي سابق والذي أعلن اسلامه بالأزهر  وأنجبا ولدين هما علي ألكسندر اورلوف وشامل ساشا اورلوف.

## الوفاة
توفيت في 28 ديسمبر 2002 في سويسرا، ودفنت بيوم 3 يناير 2003 بمسجد الرفاعي بالقاهرة حيث مقابر الأسرة العلوية.